# Oszkár Szigeti
Oszkár Szigeti (né le 10 septembre 1933 à Miskolc en Hongrie et mort le 6 mai 1983) est un joueur de football international hongrois qui évoluait au poste de défenseur, avant de devenir ensuite entraîneur.

## Biographie

### Carrière de joueur

#### Carrière en sélection
Avec l'équipe de Hongrie, il joue un match (pour aucun but inscrit) en 1958. 
Il figure dans le groupe des sélectionnés lors de la Coupe du monde de 1958. Il ne joue aucun match lors de cette compétition.

## Palmarès
Diósgyőri VTK
- Coupe de Hongrie :
  - Finaliste : 1964-65.